# Вулиця Кобозєва (Донецьк)
Вулиця Кобозєва — одна з вулиць міста Донецька. Пролягає між проспектом 25-річчя РСЧА та територією ДМЗ.

## Історія
Вулиця названа на честь більшовицького та радянського державного діяча Петра Кобозєва.

## Опис
Вулиця Кобозєва знаходиться у Ворошиловському районі. Починається від території Донецького метаругійного заводу, і завершується біля проспекту 25-річчя РСЧА, далі переходить у бульвар Пушкіна. Довжина вулиці становить близько кілометра.